# Världsmästerskapen i nordisk skidsport
Världsmästerskapen i nordisk skidsport är de världsmästerskap i nordisk skidsport som arrangeras av världsskidsportförbundet FIS. Världsmästerskap i nordisk skidsport avhålles vartannat år, och omfattar tävlingar i backhoppning, längdskidåkning och Nordisk kombination.

## Historik
FIS började 1925 köra tävlingarna, först officiellt kallade  Rendez vous-lopp och från 1929 till 1935 kallade FIS-lopp. 1937 blev tävlingarna officiellt världsmästerskap, och även de tidigare tävlingarna har från 1965 också fått samma status som världsmästerskap. 1965 beslutades även att de olympiska längdskidåkningstävlingarna skulle gälla som världsmästerskap, vilket kom att gälla retroaktivt för perioden 1924–1964. Sista olympiska spelen som även var världsmästerskap i nordisk skidsport var 1980 i Lake Placid i delstaten New York i USA.
I och med tävlingarnas införande fick världsmästarna större uppmärksamhet i sina respektive hemländer.

## Arrangörsorter

### Rendez vous-lopp 1925–1927
- 1925: Janské Lázně, Tjeckoslovakien
- 1926: Lahtis, Finland
- 1927: Cortina d'Ampezzo, Italien

### FIS-lopp 1929–1935
- 1929: Zakopane, Polen
- 1930: Holmenkollen, Norge
- 1931: Oberhof, Thüringen, Tyskland
- 1933: Innsbruck/Seefeld in Tirol/Lans, Österrike
- 1934: Sollefteå, Sverige
- 1935: Vysoké Tatry, Tjeckoslovakien

### Världsmästerskapen 1937–
- 1937: Chamonix, Frankrike
- 1938: Lahtis, Finland
- 1939: Zakopane, Polen
- 1941: Cortina d'Ampezzo, Italien (1946 retroaktivt inofficiellt)
- 1950: Lake Placid, New York/Rumford, Maine, USA
- 1954: Falun, Sverige
- 1958: Lahtis, Finland
- 1962: Zakopane, Polen
- 1966: Holmenkollen, Norge
- 1970: Vysoké Tatry, Tjeckoslovakien
- 1974: Falun, Sverige
- 1978: Lahtis, Finland
- 1980: Falun, Sverige (damernas 20 kilometer längdskidåkning)
- 1982: Holmenkollen, Norge
- 1984: Engelberg, Schweiz (lagtävling i backhoppning)
- 1984: Rovaniemi, Finland (lagtävling i nordisk kombination)
- 1985: Seefeld in Tirol, Österrike
- 1987: Oberstdorf, Bayern, Västtyskland
- 1989: Lahtis, Finland
- 1991: Val di Fiemme/Lago di Tesero, Italien
- 1993: Falun, Sverige
- 1995: Thunder Bay, Ontario, Kanada
- 1997: Trondheim, Norge
- 1999: Ramsau am Dachstein, Österrike
- 2001: Lahtis, Finland
- 2003: Trento/Val di Fiemme, Italien
- 2005: Oberstdorf, Bayern, Tyskland
- 2007: Sapporo, Japan
- 2009: Liberec, Tjeckien
- 2011: Oslo, Norge
- 2013: Val di Fiemme, Italien
- 2015: Falun, Sverige
- 2017: Lahtis, Finland
- 2019: Seefeld in Tirol, Tyrolen, Österrike
- 2021: Oberstdorf, Bayern, Tyskland
- 2023: Planica, Slovenien
- 2025: Trondheim, Norge

#### Framtida tävlingar
- 2027: Falun, Sverige
- 2029: Lahtis, Finland

## Medaljfördelning
Tabellen uppdaterad efter VM 2023. Exklusive medaljer vunna i de tretton olympiska spelen som arrangerades mellan 1924 och 1980.
| Nr                   | Nation                      | Guld | Silver | Brons | Totalt |
| -------------------- | --------------------------- | ---- | ------ | ----- | ------ |
| 1                    | Norge                       | 171  | 130    | 124   | 425    |
| 2                    | Finland                     | 63   | 73     | 69    | 205    |
| 3                    | Sverige                     | 52   | 52     | 54    | 158    |
| 4                    | Tyskland (1925–1939, 1991–) | 38   | 49     | 29    | 116    |
| 5                    | Sovjetunionen (1954–1991)   | 36   | 32     | 24    | 92     |
| 6                    | Österrike                   | 28   | 29     | 39    | 96     |
| 7                    | Ryssland (1993–)            | 26   | 32     | 31    | 89     |
| 8                    | Östtyskland (1954–1989)     | 12   | 15     | 11    | 38     |
| 9                    | Polen                       | 12   | 7      | 13    | 32     |
| 10                   | Italien                     | 11   | 23     | 24    | 58     |
| 11                   | Japan                       | 10   | 14     | 18    | 42     |
| 12                   | USA                         | 8    | 4      | 7     | 19     |
| 13                   | Tjeckoslovakien (1925–1991) | 7    | 12     | 11    | 30     |
| 14                   | Frankrike                   | 6    | 4      | 15    | 25     |
| 15                   | Schweiz                     | 4    | 6      | 8     | 18     |
| 16                   | Slovenien (1993–)           | 4    | 4      | 9     | 17     |
| 17                   | Västtyskland (1954–1989)    | 4    | 1      | 2     | 7      |
| 18                   | Tjeckien (1993–)            | 3    | 6      | 6     | 15     |
| 19                   | Estland (1938, 1993–)       | 3    | 5      | 2     | 10     |
| 20                   | Kazakstan (1993–)           | 3    | 2      | 4     | 9      |
| 21                   | Kanada                      | 3    | 1      | 3     | 7      |
| 22                   | Ryska skidförbundet (2021)  | 1    | 3      | 1     | 5      |
| 23                   | Spanien                     | 1    | 1      | 0     | 2      |
| 24                   | Jugoslavien (1925–1991)     | 1    | 0      | 0     | 1      |
| 25                   | Belarus (1993–)             | 0    | 1      | 0     | 1      |
| 25                   | Slovakien (1993–)           | 0    | 1      | 0     | 1      |
| 27                   | Ukraina (1993–)             | 0    | 0      | 2     | 2      |
| Totalt (27 nationer) | Totalt (27 nationer)        | 507  | 507    | 506   | 1520   |